# Бжеско
Бжеско (пољ. Brzesko) је град у Пољској у Војводству Малопољском у Повјату бжеском. Према попису становништва из 2011. у граду је живело 17.278 становника.
Кроз град протиче река Ушвица (пољ. Uszwica).

## Име
Име града вероватно потиче од пољске речи бжег (brzeg) или бжежек (brzeżek) што значи обала, обалица. Вероватно има везе са протицањем реке Ушвице кроз град.

## Становништво
Према прелиминарним подацима са пописа, у граду је 2011. живело 17.278 становника.
| 2002.  | 2011.  | 2012.  |
| ------ | ------ | ------ |
| 17.117 | 17.278 | 17.193 |

## Партнерски градови
- Совата
- Лангененслинген
- Сазхаломбата